# La Conciergerie (París)

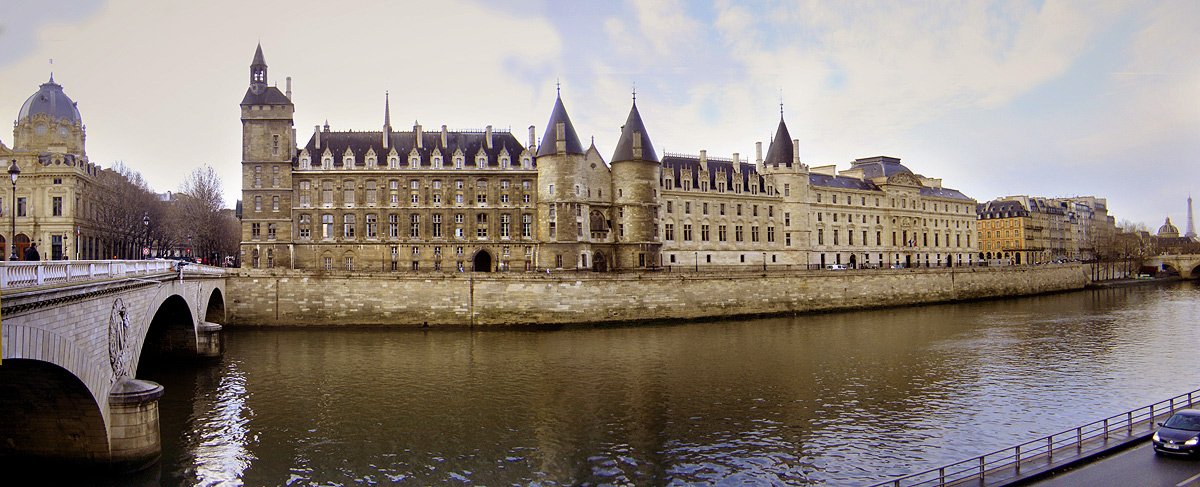

La Conciergerie (del francés concierge, conserje), o también Palais de la Cité, es un edificio histórico de París que ocupa el muelle del Reloj, en la Isla de la Cité, en el Premier arrondissement. El palacio fue residencia de los reyes de Francia de los siglos X a XIV. Terminó convertido en prisión del Estado en 1392, tras el abandono del palacio por parte de Carlos V y sus sucesores.
La prisión ocupaba la planta baja del edificio que bordea el muelle del Reloj y las dos torres. Los pisos superiores estaban reservados para el Parlamento. La Conciergerie designaba, en principio, la vivienda del conserje; después, por extensión, la prisión en la cual él vigilaba a los prisioneros. El conserje tenía a su cargo las llaves del Palacio Real y el alumbrado a base de velas y cirios.
La prisión de la Conciergerie estuvo considerada, durante el Terror, como la antecámara de la muerte. Pocos fueron los que salieron libres de la prisión. Entre los que no, la reina María Antonieta, encarcelada aquí en 1793.

## Historia

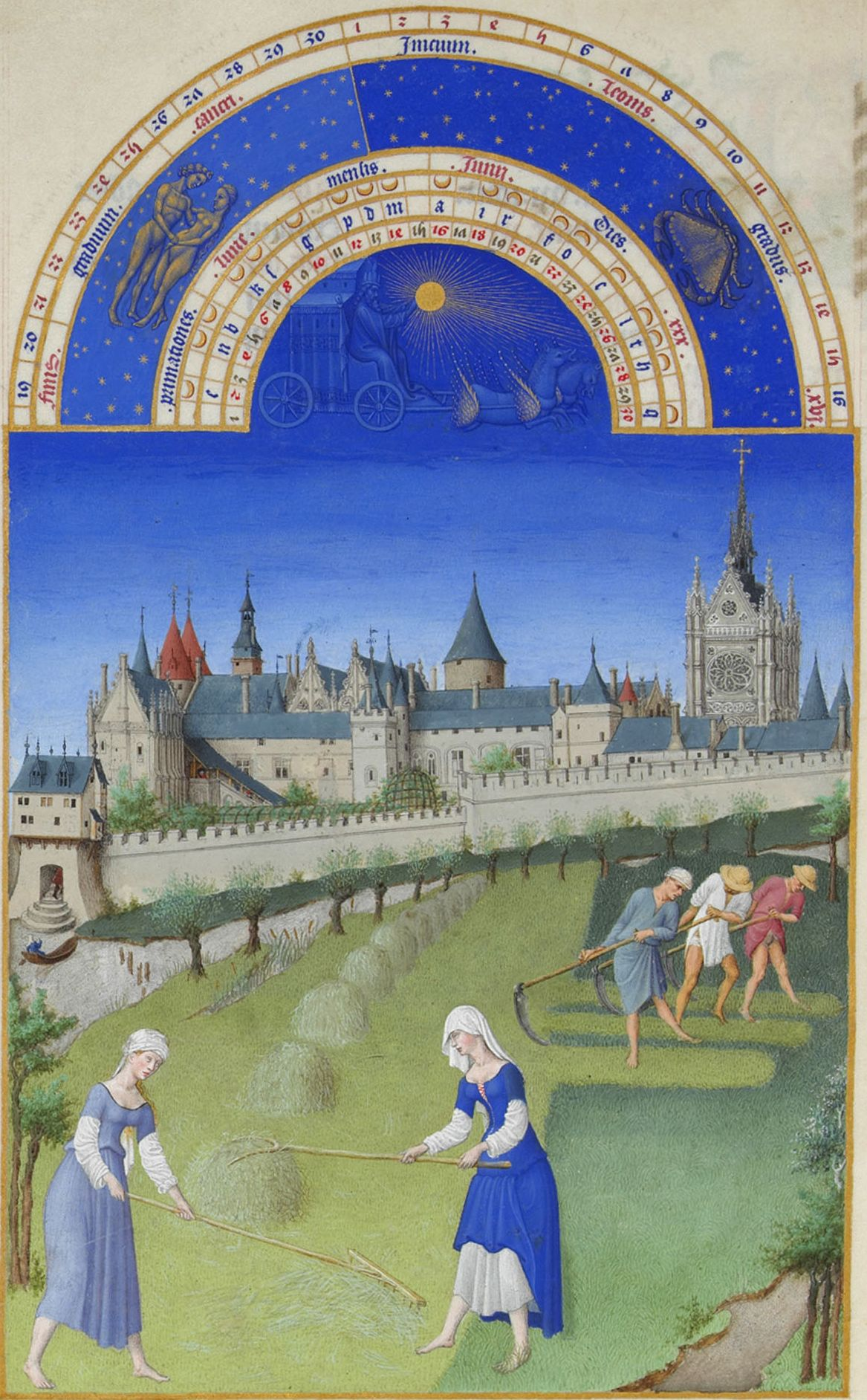
La Conciergerie a finales del (Las muy Ricas Horas del Duque de Berry)

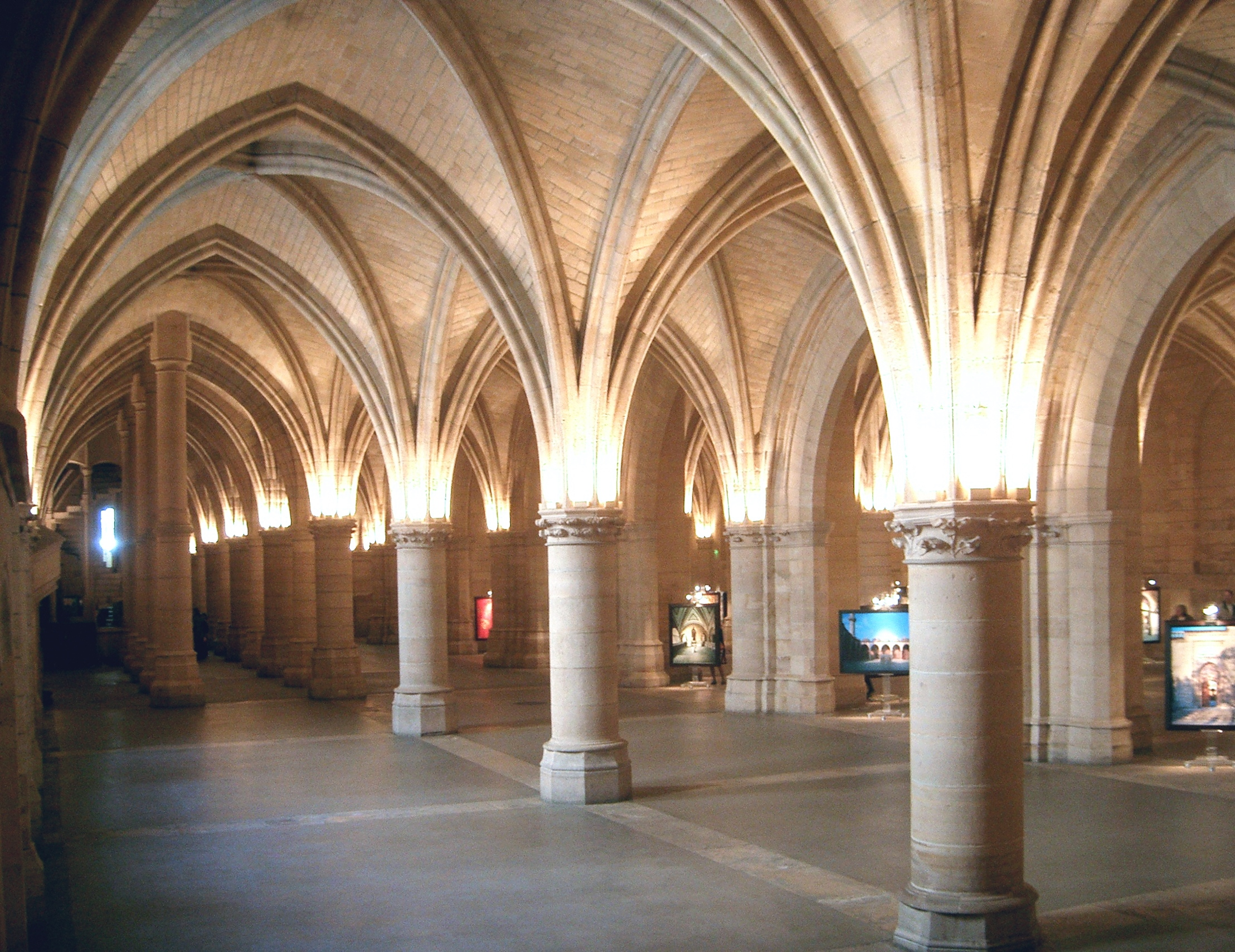
Pabellón de los soldados.

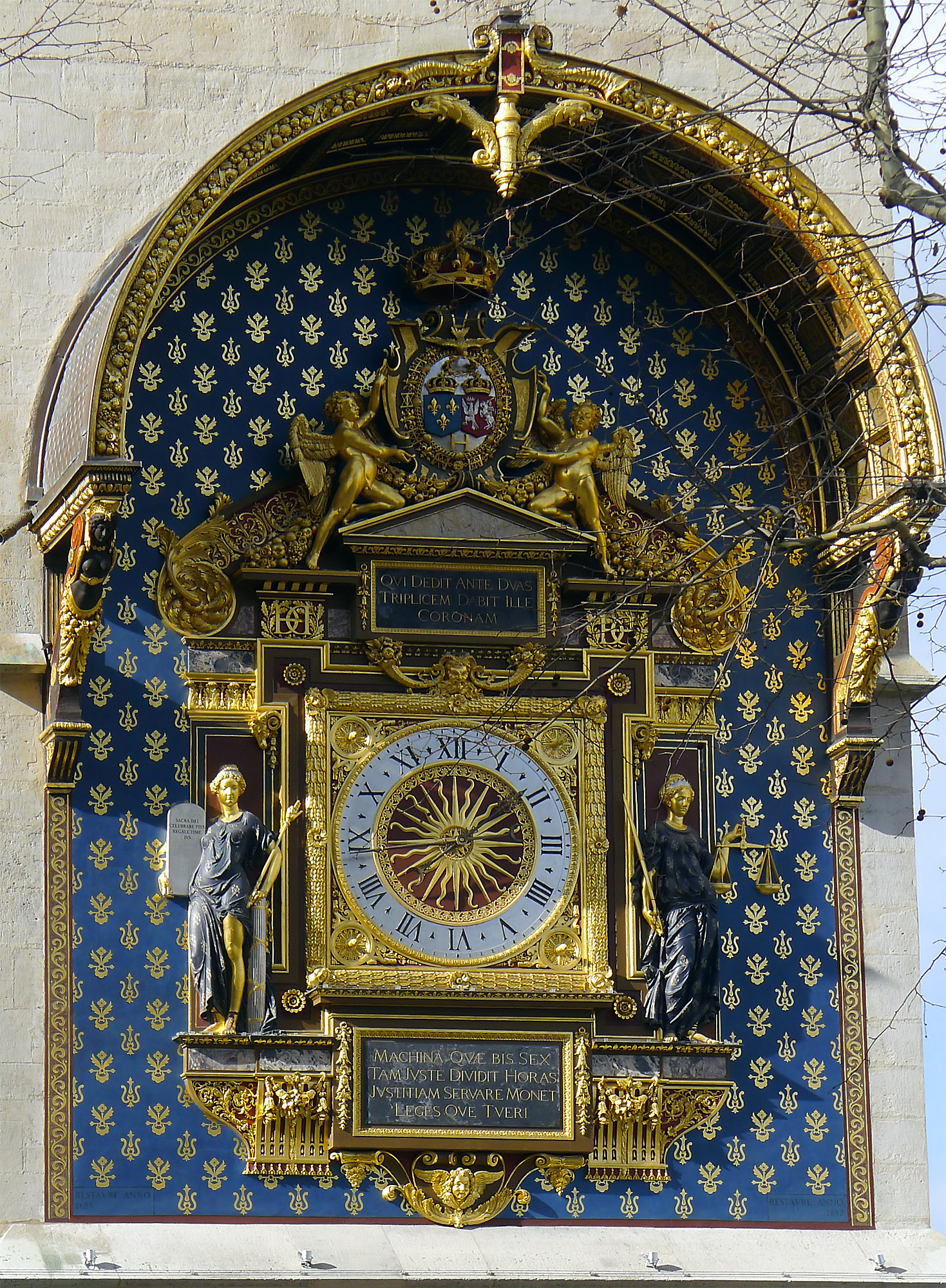
Torre del Reloj. El aparato fue reemplazado en 1585 y su aspecto actual es fruto de una profunda restauración en 2012.

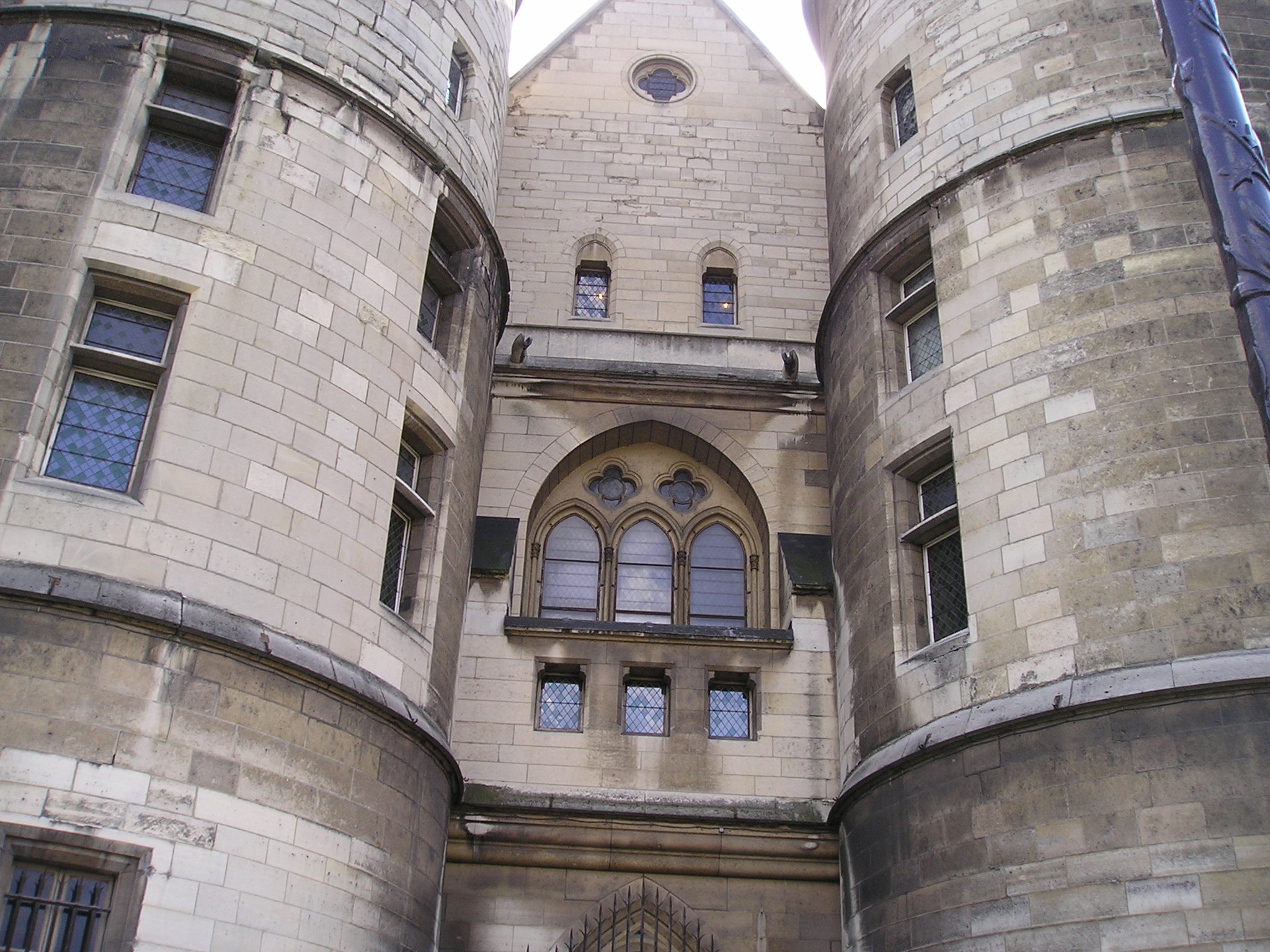
Fachada norte (detalle).

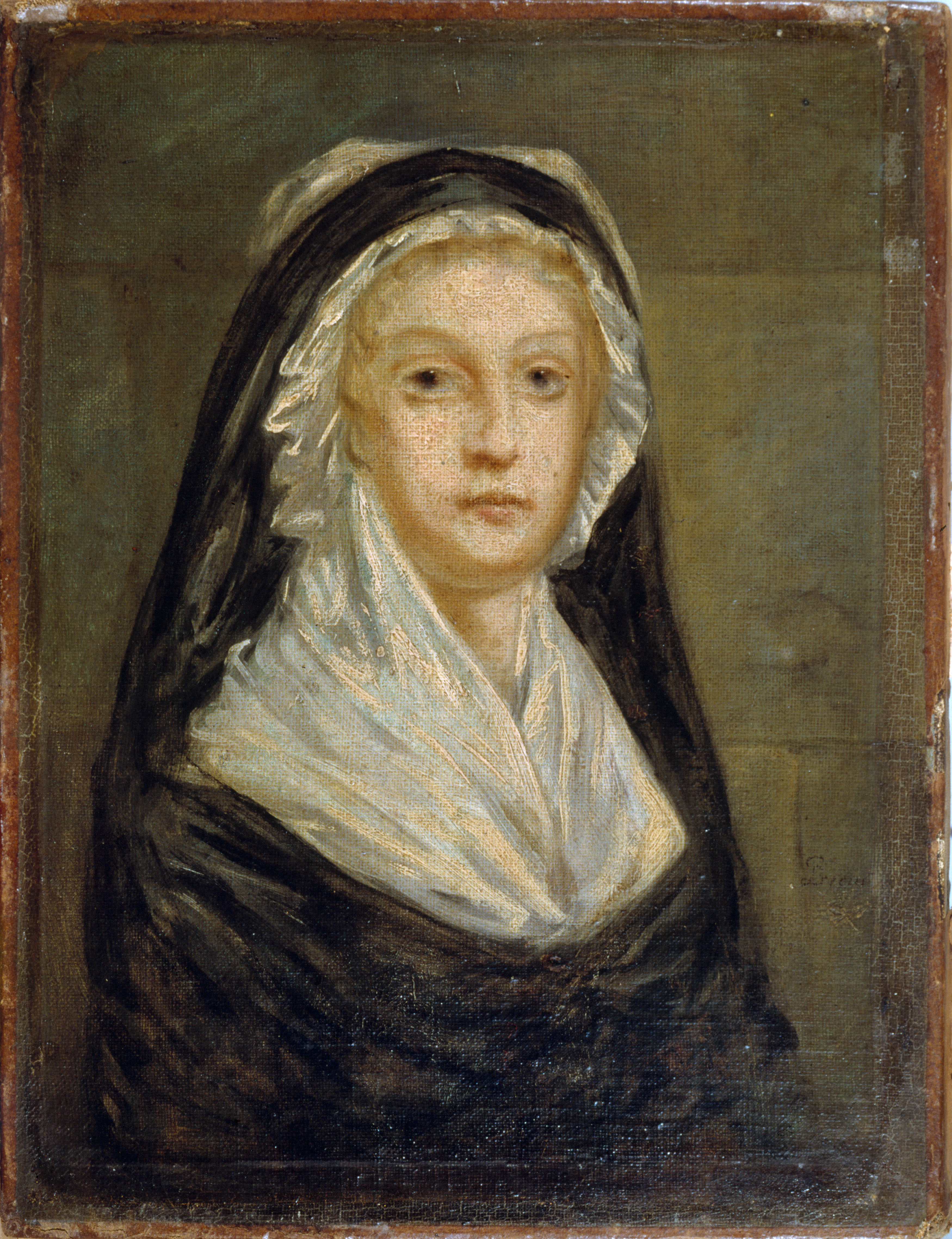
Retrato de María Antonieta realizado en la cárcel.

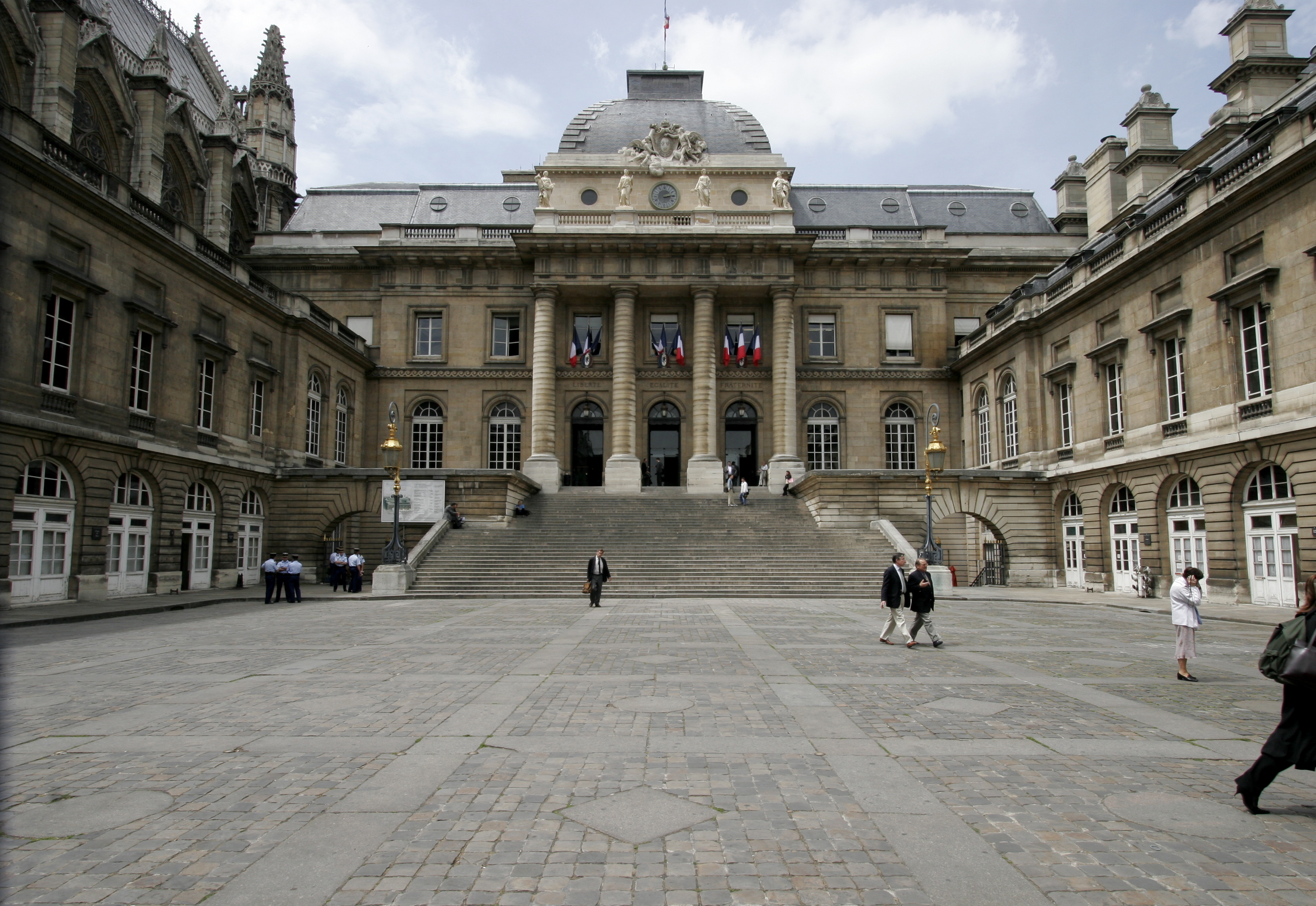
Palacio de Justicia.

El palacio de la Cité fue la morada de los Condes de París. Fue habitado por Eudes de Francia. Hugo Capeto estableció en el palacio la Curia Régis (el Consejo Real) y diversos servicios de su administración. Roberto II lo reedificó.
San Luis hizo construir la Santa Capilla entre 1242 y 1248. Por el Norte, el palacio de San Luis sólo tenía un edificio a orillas del Sena llamado Sala de agua que estaba flanqueado por la torre Bombée (o Bon-bec) que debe su nombre al hecho de que, en ella, se practicaban los interrogatorios (la tortura) que obligaba a confesar a los torturados.
Felipe IV hizo reconstruir el palacio. Las obras se terminaron en 1313 bajo la dirección de Enguerrand de Marigny. Hizo construir un recinto (más decorativo que útil) que bordeaba el Sena y que reforzaba las torres ya existentes llamadas la Tour d’argent (Torre de plata) (que hacía alusión al tesoro real que en ella se guardaba) y la Tour César (llamada así en recuerdo de la presencia de los romanos). Se construyeron amplios salones al norte y al Sur del palacio de la Cité.
El pabellón de la Guardia fue edificado hacia 1310 y servía como antecámara del Gran Salón (aula) que era el lugar en el que el rey celebraba sus  sesiones solemnes de las Cortes   y en el que tenían lugar las recepciones. Las comidas se servían sobre una mesa de mármol negro (de la que quedan algunos vestigios en la Conciergerie).
Era un salón inmenso soportado por una hilera de pilares que lo dividían en dos naves de bóvedas artesonadas. Paredes y pilares estaban adornados con estatuas que representaban a los reyes de Francia.
El pabellón de los soldados era excepcional: 64 metros de largo por 27,5 de ancho con una altura de 8.5 metros desde la llave. Fue edificado en 1302 y 1313 por Enguerrand de Marigny. Servía de refectorio para las más de 2000 personas que estaban al servicio del rey.
La fachada Este está frente a la calle de la Barillerie y , posteriormente, fue remodelada y terminada. Por el lado Oeste (en dirección a la actual punta del Vert-Galant) se dispusieron los jardines. Detrás del jardín se reedificaron las estancias del rey. Felipe IV hizo construir la vivienda del conserje.
A mediados del siglo XIV Juan II hizo construir en el ángulo del palacio de la Cité el pabellón cuadrado que estaba destinado a los servidores del rey. Las cuatro estancias situadas al oeste del pabellón de los soldados, quedaron aisladas del resto del pabellón por unas cancelas y por un muro. Poco después Juan II hizo construir una torre en el ángulo nordeste del palacio de la Cité, esta torre  de forma rectangular fue llamada “Torre del Reloj”  porque en ella se instaló el primer reloj público de Francia. En la segunda mitad de ese siglo Carlos V de Francia decidió abandonar el Palacio de la Cité e instalarse en el palacio del Louvre mientras que la viuda de Juan II se trasladó al hôtel Saint-Pol; mantuvo en el mismo, no obstante, su administración (Parlamento, Cámara del Congreso, Cámara de Comercio, Cancillería) y nombró un conserje. En la Edad Media, la Consejería se convirtió en la prisión del palacio. A partir de ese momento fue conocida como la cárcel de la Conciergerie.
Carlos VII de Francia instaló en la Conciergerie el Parlamento de París en el siglo XV y Luis XVI hizo construir nuevos edificios.

### La Conciergerie durante la Revolución
El Gran Salón fue la sede del Tribunal Revolucionario desde el 2 de abril de 1793 al 31 de mayo de 1795 (actualmente es la “sala de los pasos perdidos” del Palacio de Justicia de París). 

#### La cárcel
El acceso a la cárcel de la Conciergerie estaba situado al fondo de un estrecho pasaje (todavía visible) que desembocaba en el lado derecho de la Cour de Mai, delante de la cual las carretas conducían a los condenados. En el pasillo central se distribuyeron las celdas para las mujeres. A la llegada de los prisioneros, pasaban por el despacho del secretario donde se tomaba nota de sus nombres registrándolos. Fue la cafetería del Palacio de Justicia y actualmente está dedicado al museo de la Conciergerie.
El pabellón de la Guardia fue, en el siglo XVI, el refectorio del palacio, durante la Revolución se convirtió en cárcel, fue dividido en compartimentos y distribuido en calabozos que, ante la creciente llegada de prisioneros, se dividió de nuevo para doblar su capacidad.
La calle denominada como “Rue de París” fue anexionada a la prisión y compartimentada en reducidas celdas. Las “pailleux” (celdas reservadas para los presos sin recursos) eran menos confortables que las celdas reservadas para los prisioneros que disponían de medios.
Antiguo jardín del rey, fue destinado a los prisioneros que debían de comparecer ante el Tribunal Revolucionario. Fue, durante la Revolución, un lugar estratégico para la vida social de los prisioneros. En este lugar subsiste lo que se denominó como la “Côte des Douze”: un recinto triangular separado por una cancela del jardín de las mujeres, aledaño a las dependencias de los hombres que permitía una relativa aproximación entre ellos.
El jardín de las mujeres rodeado de celdas en las que el confort variaba según las posibilidades de las prisioneras, las mujeres lavaban su ropa en una fuente (todavía existente) y comían sobre unas mesas de piedra. Una cancela separaba el jardín de las mujeres del de los hombres en el que se encontraba el “Coin des Douze” .
En el cuarto de baño despojaban a los prisioneros de todos sus objetos personales, les cortaban el pelo, y ataban sus manos a la espalda preparándolos para la ejecución.
Llamada “capilla de los Girondinos” ya existía en la Edad Media. La tradición considera que en ella los veintiún Girondinos esperaron la muerte durante la noche del 29 al 30 de octubre de 1793.
Además de la reina María Antonieta, André Chénier, los veintiún diputados girondinos, Antoine Lavoisier, Francisco de Miranda, Maximilien Robespierre y otros estuvieron recluidos en la Conciergerie. En dos años más de 2700 personas condenadas a muerte pasaron sus últimas horas en la Conciergerie y, en particular, antes de las Masacres de septiembre de 1792.

#### Reclusión de María Antonieta
La primera celda de María Antonieta fue instalada en la antigua sala de reunión de los carceleros (una celda humilde con un catre, un sillón de caña, dos sillas y una mesa) la celda tenía una estrecha y pequeña ventana que daba al jardín de las mujeres. Tras una tentativa de evasión dirigida por Alexandre Gonsse de Rougeville, María Antonieta fue llevada a una segunda celda. Un biombo la separaba de los guardias que la custodiaban.
Situada al lado de la pequeña capilla real, Luis XVIII hizo cerrar con una pared la celda de la reina e hizo construir una capilla. La mitad Oeste fue anexionada a la capilla real por medio de un local en el que se asegura que Maximilien Robespierre pasó sus últimas horas.

### Después de la Revolución
En el siglo XIX fueron encarcelados en la Conciergerie varios personajes célebres como: Georges Cadoudal, Michel Ney, el príncipe Napoleón Bonaparte, (futuro Napoleón III), y los anarquistas Felice Orsini y Ravachol.
La Conciergerie conservó su función carcelaria durante todo el siglo XIX. El monumento perdió su condición de cárcel en 1914 y fue clasificado como Monument historique, actualmente abierto al público. El nombre de Conciergerie se refiere tanto a la parte en la que se realizaban las detenciones, es decir la cárcel de las mujeres, como al conjunto de las salas góticas: la estancia de los soldados, la Rue de París, el salón de los guardias y las cocinas. De forma que el nombre de Conciergerie designa dos realidades diferentes a lo largo de los siglos, aunque, prácticamente,  tiene un origen penitenciario desde su creación.

## El Palacio de Justicia
El Palacio de Justicia, situado en el I distrito de París, fue la sede del Tribunal revolucionario desde el 10 de marzo de 1793 al 31 de mayo de 1795. Algunos edificios del palacio de la Cité se encontraban en este lugar. En 1776, un incendio consumió la parte que se hallaba entre la Conciergerie y la Santa Capilla. La fachada que dominaba la Cour de Mai y toda la entrada principal del palacio, fue reconstruida entre 1783 y 1786.
El Palacio de Justicia adquirió una nueva dimensión política y social durante la Restauración. Durante el reinado de Luis XVIII y Carlos X los debates judiciales se superponían a los debates parlamentarios. Se crearon nuevos locales pero no fueron suficientes para atender al creciente volumen de causas. En este momento se empezaron las obras de restauración del Palacio. Las causas judiciales aumentaban continuamente, la Monarquía de Julio dispuso la vasta ampliación del Palacio. Jean-Nicolas Huyot fue el encargado de elaborar un proyecto de ampliación y aislamiento del mismo convirtiéndolo en un edificio majestuoso. En 1840, Duc y Dommey, tras el fallecimiento de Huyot, fueron designados para terminar este proyecto. Luis Felipe no pudo ver terminadas las obras del Palacio a causa de la Revolución de 1848. Con la llegada de Napoleón III las obras reemprendieron su ritmo de crecimiento.
Las obras estaban casi terminadas cuando estalló la Guerra Franco-prusiana (1870-1871). Diversos locales del Palacio fueron utilizados por la Comuna de París, el incendio del 24 de mayo de 1871 redujo a cenizas casi un cuarto de siglo de trabajos, y todo volvió a empezar. Daumet fue nombrado arquitecto del Palacio tras el fallecimiento de Duc en 1879. El proyecto se reemprendió y las obras se empezaron en 1883 y la Conciergerie se terminó. Desde 1914 el Palacio no ha experimentado trabajos de semejante envergadura.
Actualmente la Consejería está abierta al público y puede visitarse. En ella se llevan a cabo diferentes exposiciones. Se puede ver, asimismo, una reconstrucción de las cárceles revolucionarias, las celdas de los “pailleux” y la de María Antonieta, así como la hoja de la guillotina que se utilizó para la ejecución de Lacenaire.
Asimismo puede verse el testimonio de la crecida e inundación de 1910 que alcanzó casi un metro de altura en la sala por la que se accede a las torres de plata y del César.
El monumento está administrado por el Centro de los Monumentos nacionales.